# كولين روجرز (لاعب كرة قدم أمريكية)
كولين روجرز (بالإنجليزية: Cullen Rogers)‏ هو لاعب كرة قدم أمريكية أمريكي، ولد في 29 مايو 1921 في مارت في الولايات المتحدة، وتوفي في 1 نوفمبر 1997 في مقاطعة مكلينان في الولايات المتحدة.

## وصلات خارجية
- كولين روجرز على موقع مرجع كرة القدم المحترفة.كوم (الإنجليزية)
- كولين روجرز على موقع JustSportsStats.com (الإنجليزية)